# Braccio di ferro (sport)
Il braccio di ferro è una disciplina sportiva che coinvolge due contendenti. Gli sfidanti si posizionano, in piedi, ai lati opposti del tavolo, poggiando un gomito sul tavolo e afferrando la mano, sollevata, dell'avversario e con l'altra mano aggrappandosi all'apposito piolo. La vittoria si ottiene portando la mano dell'avversario contro il cuscinetto (Pin Pad) senza sollevare il proprio gomito ma potendolo spostare nel cuscinetto (Elbow Pad). In questa disciplina vengono coinvolti molti gruppi muscolari, pertanto l'allenamento specifico ha un notevole impatto sulla performance.

## Le competizioni

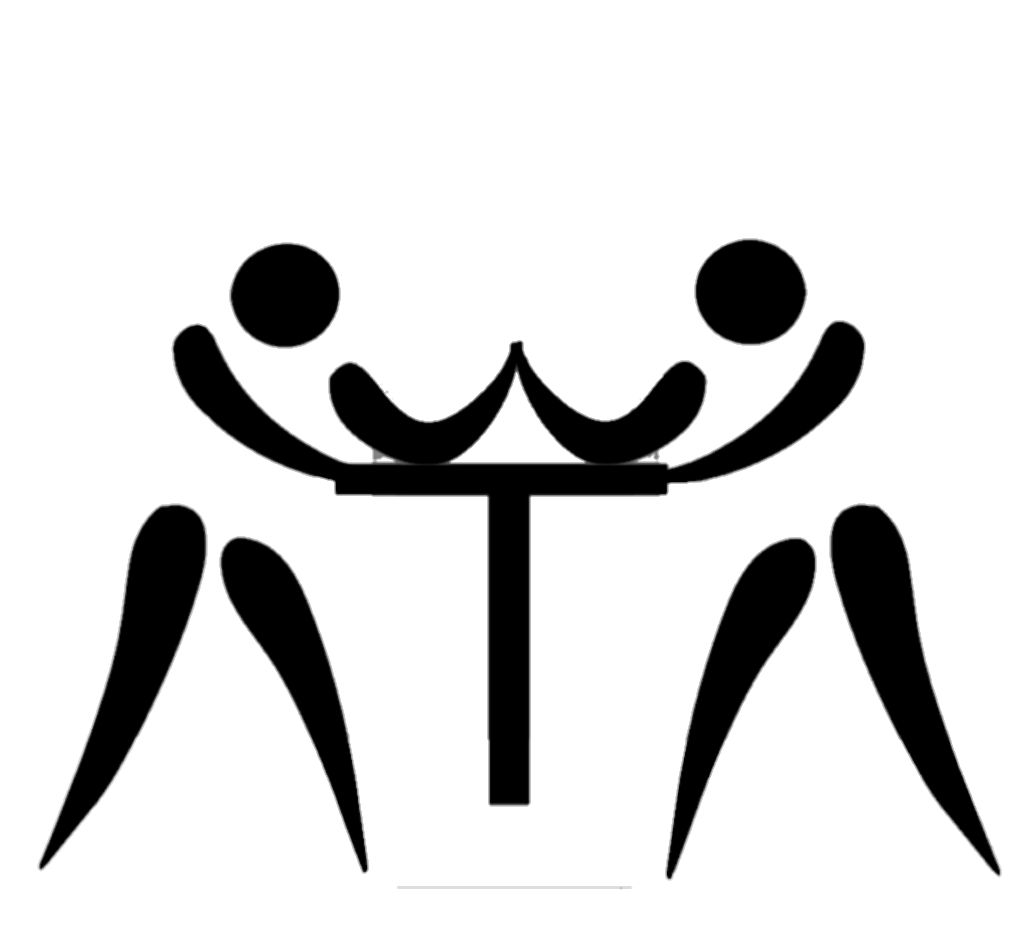
Pittogramma del braccio di ferro

Il braccio di ferro agonistico si pratica su un apposito tavolo che deve essere regolamentare ed approvato dalla Federazione rispettando determinate dimensioni. I due contendenti, posizionati dalla parte opposta, poggiano i gomiti su un apposito cuscinetto (Elbow Pad) e si afferrano le mani, utilizzando nel contempo, con la mano libera, un apposito piolo posto lateralmente.

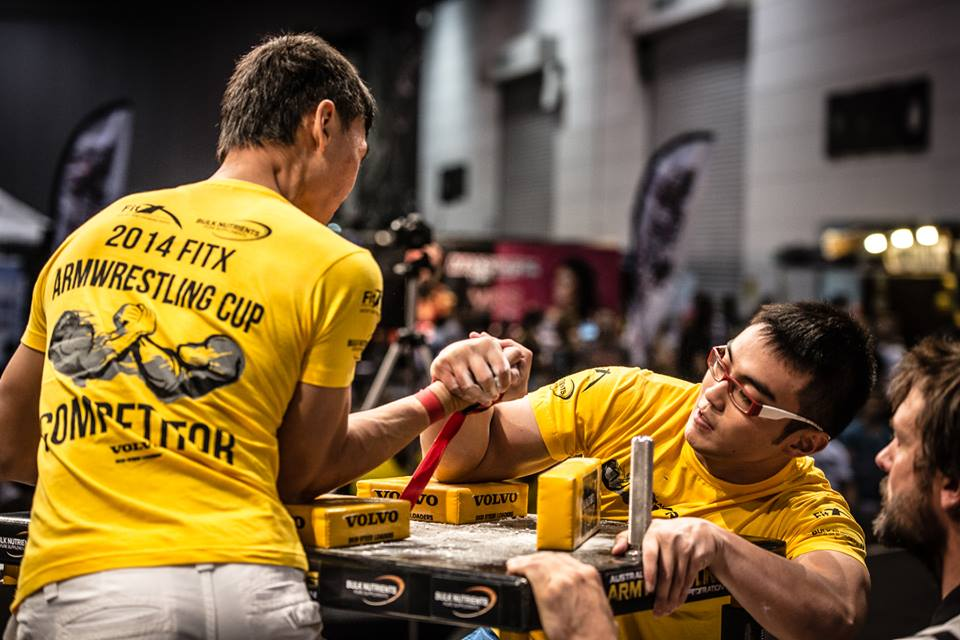
Una fase di una competizione

Gli atleti devono rispettare alcune regole che riguardano sia le posizioni di gioco che la sicurezza, proteggendo gli atleti dal rischio di fratture ossee, danni ai tendini o ai muscoli durante un incontro. Alla partenza gli avversari devono tenere le mani ben serrate e gli avambracci perpendicolari al centro del tavolo. I gomiti devono poggiare sul cuscinetto, le spalle parallele alla linea del tavolo, e l'altra mano sul piolo. In particolare, il dorso della mano deve essere perpendicolare al tavolo.
Dopo il "Ready, go!" dell'arbitro, i contendenti devono cercare di abbassare la mano dell'avversario al di sotto di un livello prestabilito. In pratica, la gara è vinta quando il dorso o le dita della mano arrivano sotto il livello del cuscinetto laterale. Talvolta la vittoria si ottiene con scatti seguiti da momenti di apparente immobilità.
Prima del "Ready Go!" l'arbitro deve verificare che l'incrocio delle mani sia al centro del tavolo che le spalle siano parallele al lato lungo del tavolo che i polsi siano dritti e che si vedano le nocche dei pollici, ed eventualmente se un atleta dovesse essere troppo chiuso cioè se vi sia lo spazio di un pugno fra avambraccio e bicipite.
Dopo il "Ready Go!" il primo e il secondo arbitro controllano che gli avversari non alzino i gomiti dagli appoggi. È possibile utilizzare il peso del corpo. Appositi cuscini inclinati evitano torsioni troppo pericolose per la spalla e l'omero.
La violazione di alcuni aspetti del regolamento comporta un fallo, cioè una sanzione comminata dall'arbitro. Nelle gare ufficiali, un fallo solo è tollerato, mentre due falli consecutivi nello stesso incontro comportano la sconfitta di chi li compie.

## Tecniche
Le tre tecniche principali nel braccio di ferro sono conosciute come "hook" (gancio), "toproll" e "press". Esistono molti movimenti all'interno di queste tecniche, ma ogni situazione nel braccio di ferro coinvolge una o una combinazione di queste tre tecniche.
Hook (Gancio)

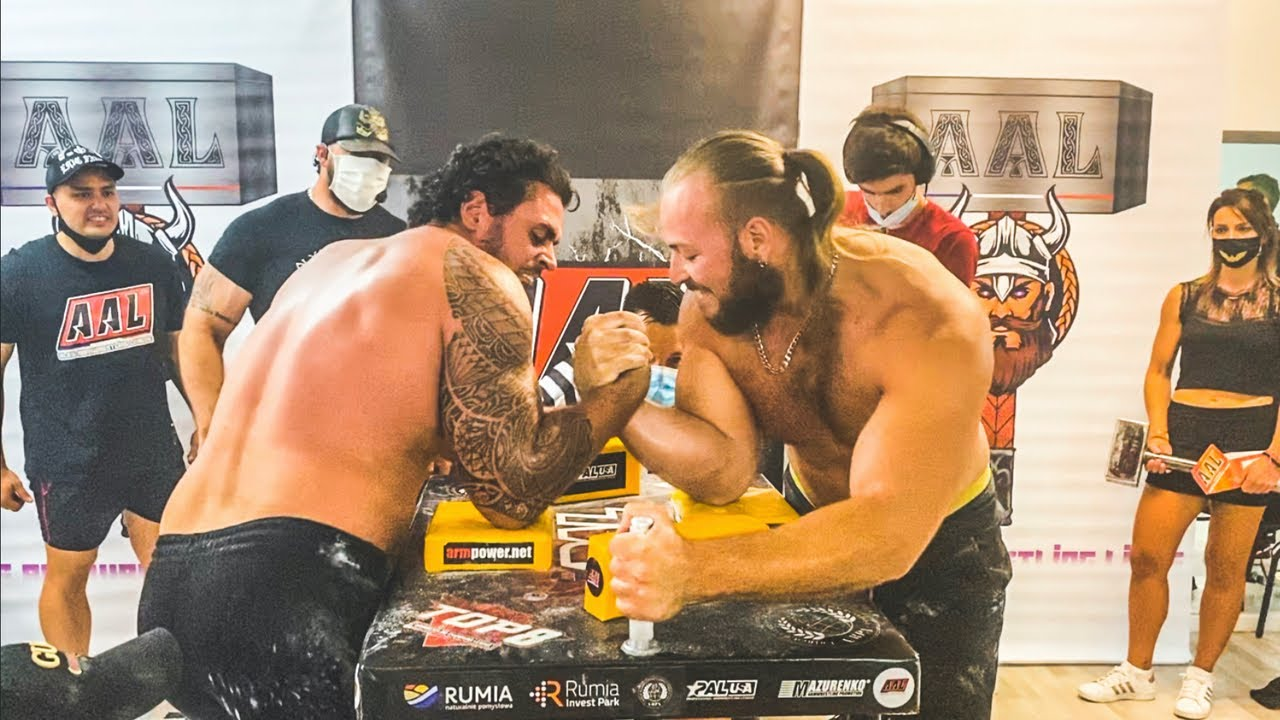
Tecnica del gancio

Il gancio è una tecnica "interna" nel braccio di ferro, in cui un atleta tenta di curvare il polso verso l’avambraccio, tirando l’avversario verso di sé mentre supina la mano e l’avambraccio (cioè ruota il palmo verso l’alto). L’atleta combina la posizione della mano e del braccio per ridurre la leva dell’avversario e spostarsi verso il cuscinetto (Pin Pad) per ottenere il controllo. Il gancio si basa principalmente sulla pressione del polso e sulla forza del braccio, in particolare sui bicipiti, piuttosto che sul controllo della mano o sulla tecnica, a differenza del toproll.
Top roll

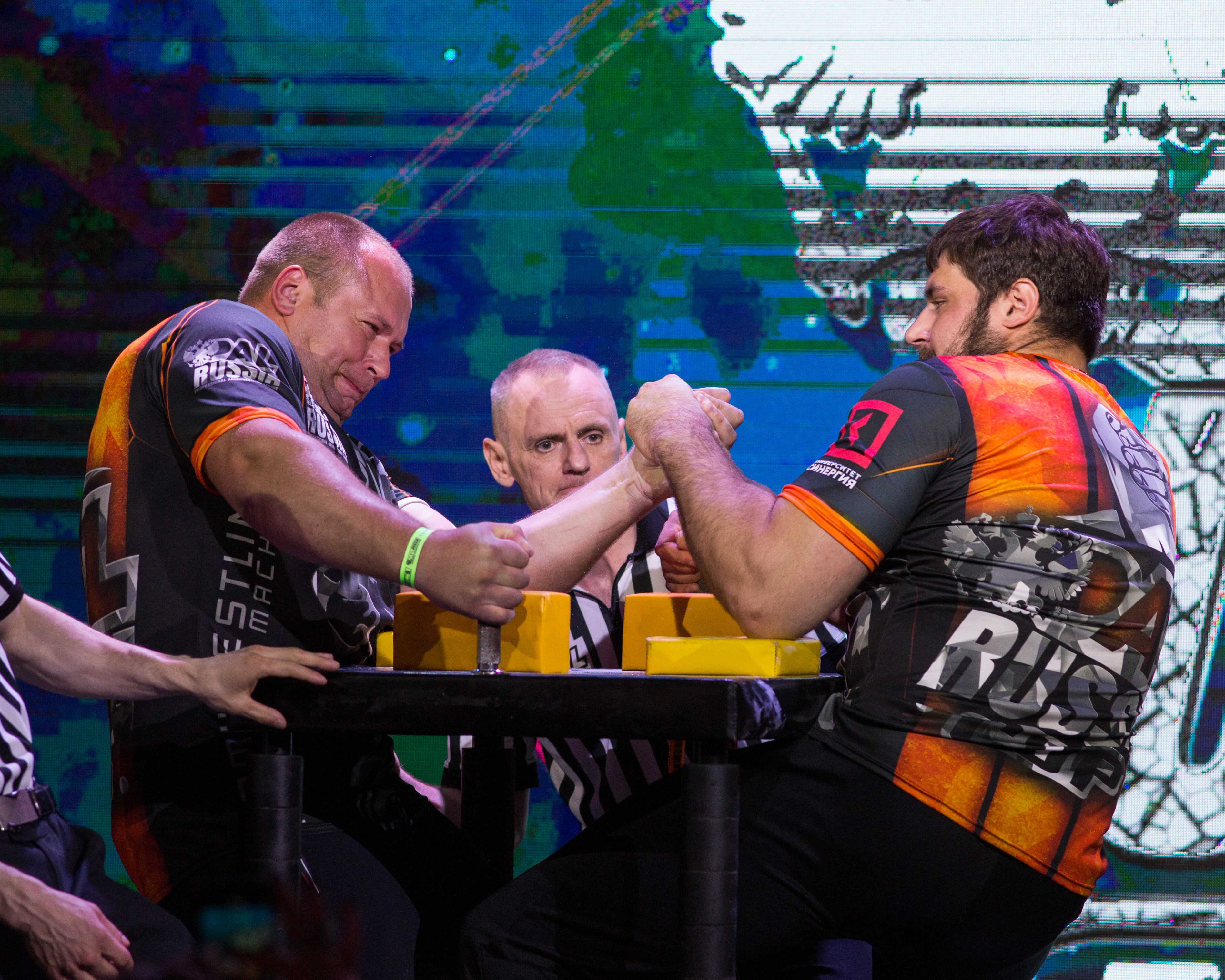
Tecnica del top roll (A destra) Laletin contro Krylov, PAL Russia CUP

Il toproll è una tecnica "esterna" nel braccio di ferro, caratterizzato dalla pronazione della mano e dell’avambraccio per esercitare pressione sul polso dell’avversario, mentre si tira all’indietro e lateralmente per controllare la mano dell’avversario. Il braccio dell’atleta dovrebbe rimanere piegato con un angolo stretto, mentre il corpo si muove verso il lato vincente e la gamba opposta (quella non dominante) si piega per generare slancio. L’obiettivo è aprire il polso dell’avversario, costringendolo in una posizione vulnerabile prima di chiudere il tiro sul pad. Un toproll efficace si basa fortemente sulla forza di abduzione della mano (rising), pronazione e trazione all’indietro (back pressure).
Press

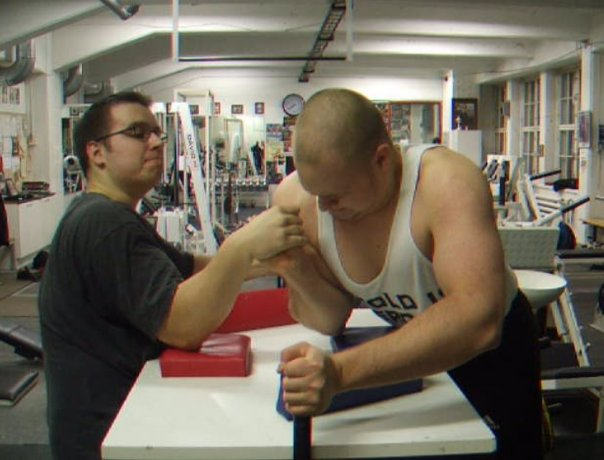
Tecnica del flop wrist press

Il press (o "flop wrist press", o "triceps press") è una tecnica esterna, in cui l’atleta porta il proprio corpo dietro al braccio per utilizzare spalla, petto e tricipiti al fine di premere la mano e il braccio dell’avversario verso il pin pad. Un pressing efficace richiede un allineamento corretto con i fianchi e la gamba non dominante posizionata in modo da non ostacolare la chiusura del match. Questa tecnica viene spesso usata in posizioni neutre o favorevoli, con l’obiettivo di concludere l’incontro. I principianti devono fare attenzione nell’usare il press, poiché può causare stress ai tendini del gomito e provocare infortuni se eseguito in modo scorretto. Il press può essere eseguito partendo sia da un gancio sia da un toproll.

## Storia
Le origini del braccio di ferro sono difficili da determinare con certezza, poiché lo sport potrebbe essere esistito in molte culture antiche o medievali che non ne hanno lasciato traccia scritta. Alcuni sostengono che fosse praticato nell'antico Egitto o nella Grecia antica, ma queste affermazioni si basano spesso su interpretazioni errate, confondendo rappresentazioni di lotta generale o competizioni con le mani con il moderno braccio di ferro.
La prima forma chiaramente documentata di braccio di ferro proviene dal Giappone, dove era conosciuto come udezumō (腕相撲). Diffuso durante il periodo Edo (1603–1868), è illustrato in opere artistiche sin dal 1700 e citato in testi antichi come il Kojiki dell'VIII secolo. Le illustrazioni mostrano chiaramente che si trattava della stessa pratica del braccio di ferro moderno. È probabile che la popolarità contemporanea di questo sport derivi in gran parte dalla sua diffusione in Giappone.
Nel XIX secolo, il braccio di ferro era praticato anche in Spagna e a Cuba, forse grazie a contatti con il Giappone. In queste culture, era comune porre una moneta sotto ciascun gomito durante la sfida.

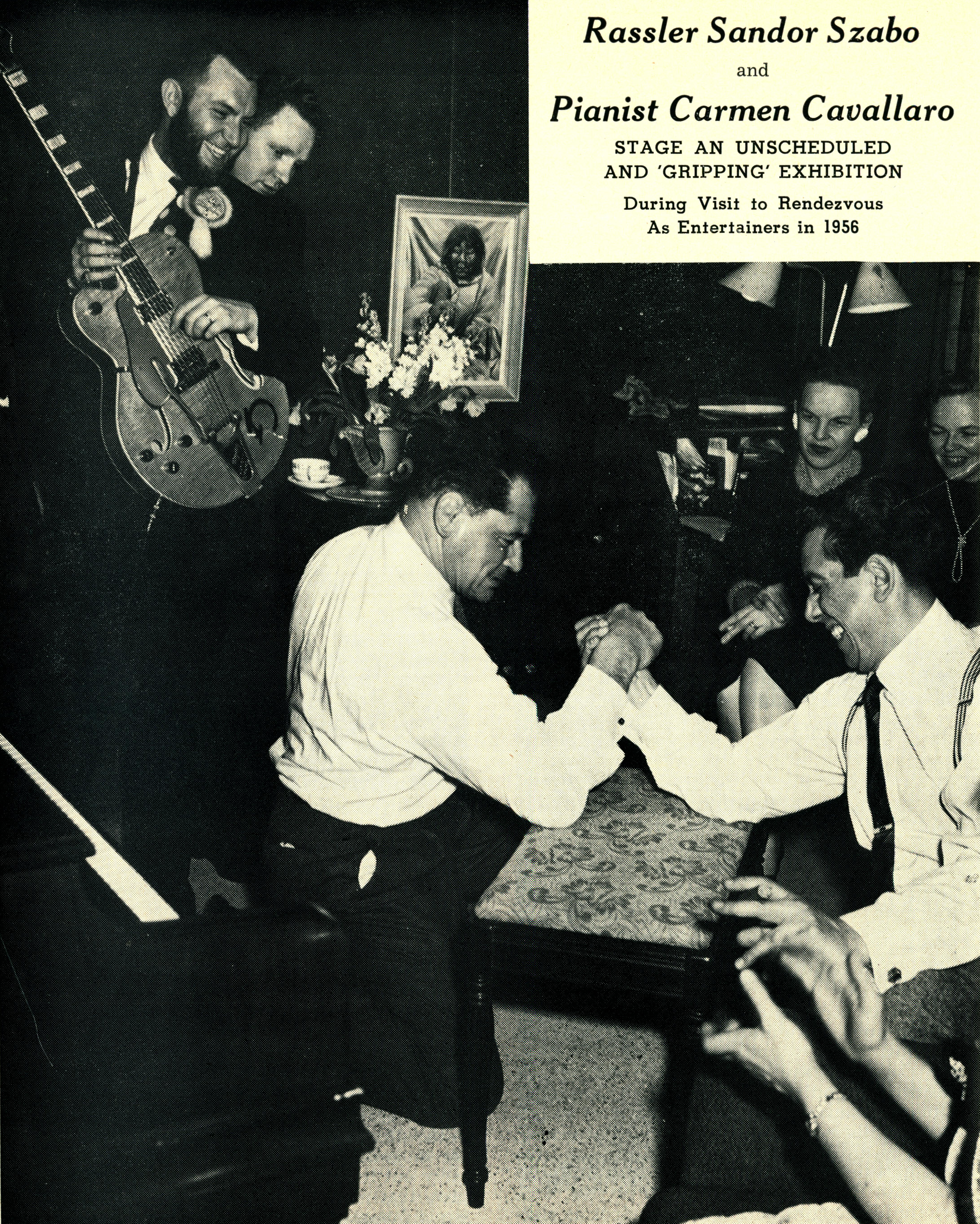
Sándor Szabó arm wrestling Carmen Cavallaro, Anchorage, Alaska, 1956

Negli Stati Uniti, il braccio di ferro era conosciuto anche come "Indian arm wrestling", e alcune fonti ne attribuiscono l’origine ai nativi americani, come i Lenape. Uno sport simile, chiamato "Indian hand wrestling", attestato all'inizio del XX secolo e di presunta origine nativa americana, si praticava stando in piedi. Entrambe le forme erano popolari tra i Boy Scout e i giovani americani durante la prima metà del Novecento.
La transizione da competizioni informali a eventi organizzati professionalmente ebbe inizio negli anni ’50. Nel 1954, una sfida lanciata da Jack Homel in un bar di Petaluma, California, attirò l’attenzione locale e portò alla formazione di un comitato per organizzare un evento a favore della March of Dimes. Il primo torneo si tenne il 27 gennaio 1955, dando il via a un evento annuale che crebbe rapidamente. Nel 1962, lo sport fu formalizzato con la creazione della World’s Wristwrestling Championship, Inc., che organizzò il primo Campionato Mondiale di Braccio di Ferro il 2 febbraio 1962, segnando l’inizio dell’era professionale del braccio di ferro.

## Le federazioni
- SBFI Sezione Braccio di Ferro Italia
- WAF World Armwrestling Federation